# Lędziny
Lędziny (njem. Lendzin) je grad na jugu Poljske. Sa 16.006 stanovnika (2006.).

## Pobratimski gradovi
- Uničov - Češka

## Vanjske poveznice
- Službena stranica